# Fußball-Club 08 Homburg/Saar 2022-2023
Questa voce raccoglie le informazioni riguardanti il Fußball-Club 08 Homburg/Saar nelle competizioni ufficiali della stagione 2022-2023.

## Stagione
Nella stagione 2022-2023 l'Homburg, allenato da Timo Wenzel e Sven Sökler, concluse il campionato di Regionalliga Sudovest al 4º posto.

## Rosa
| N. |                     | Ruolo | Calciatore           |
| -- | ------------------- | ----- | -------------------- |
| 1  | Germania (bandiera) | P     | David Salfeld        |
| 3  | Germania (bandiera) | C     | Corvin Ayers         |
| 5  | Germania (bandiera) | D     | José-Junior Matuwila |
| 6  | Germania (bandiera) | D     | Tim Stegerer         |
| 7  | Germania (bandiera) | C     | Arman Ardestani      |
| 8  | Germania (bandiera) | C     | Jonas Ercan          |
| 9  | Austria (bandiera)  | A     | Thomas Gösweiner     |
| 10 | Germania (bandiera) | C     | Joel Gerezgiher      |
| 11 | Germania (bandiera) | A     | Markus Mendler       |
| 13 | Germania (bandiera) | C     | Philipp Hoffmann     |
| 17 | Kosovo (bandiera)   | C     | Fanol Përdedaj       |
| 18 | Germania (bandiera) | D     | Philipp Schuck       |
| 19 | Germania (bandiera) | A     | David Hummel         |
| 20 | Germania (bandiera) | C     | Mika Gilcher         |

| N. |                        | Ruolo | Calciatore        |
| -- | ---------------------- | ----- | ----------------- |
| 21 | Germania (bandiera)    | D     | Luca Plattenhardt |
| 23 | Germania (bandiera)    | A     | Fabian Eisele     |
| 24 | Germania (bandiera)    | C     | Nico Theisinger   |
| 25 | Germania (bandiera)    | D     | Lukas Hoffmann    |
| 26 | Germania (bandiera)    | D     | Tim Steinmetz     |
| 27 | Polonia (bandiera)     | P     | Krystian Woźniak  |
| 28 | Germania (bandiera)    | P     | Niklas Knichel    |
| 29 | Germania (bandiera)    | C     | Mart Ristl        |
| 30 | Germania (bandiera)    | D     | Michael Heilig    |
| 31 | Germania (bandiera)    | C     | Nicolas Jörg      |
| 32 | Germania (bandiera)    | D     | Reber Kazik       |
| 33 | Stati Uniti (bandiera) | C     | Nyger Hunter      |
| 35 | Albania (bandiera)     | P     | Enver Marina      |

## Organigramma societario
Area tecnica
- Allenatore: Sven Sökler
- Allenatore in seconda:
- Preparatore dei portieri: Enver Marina
- Preparatori atletici:
- Analisi video:

## Calciomercato

### Sessione estiva
| Acquisti | Acquisti             | Acquisti         | Acquisti |
| R.       | Nome                 | da               | Modalità |
| -------- | -------------------- | ---------------- | -------- |
| C        | Nyger Hunter         | Homburg II       |          |
| C        | Nico Theisinger      | Karlsruhe        |          |
| C        | Arman Ardestani      | Pirmasens        |          |
| A        | Fabian Eisele        | Carl Zeiss Jena  |          |
| C        | Joel Gerezgiher      | Sonnenhof G.     |          |
| D        | Michael Heilig       | Ulma             |          |
| D        | Lukas Hoffmann       | Freiberg         |          |
| A        | David Hummel         | Sonnenhof G.     |          |
| D        | Reber Kazik          | Homburg II       |          |
| D        | José-Junior Matuwila | Petro Atlético   |          |
| C        | Fanol Përdedaj       | Kickers Würzburg |          |
| D        | Tim Steinmetz        | Norimberga II    |          |

| Cessioni | Cessioni         | Cessioni          | Cessioni |
| R.       | Nome             | a                 | Modalità |
| -------- | ---------------- | ----------------- | -------- |
| D        | Mehmet Bagci     | Aalen             |          |
| A        | Seong-hoon Cheon | Augusta II        |          |
| A        | Patrick Dulleck  | Ulma              |          |
| C        | Serkan Göcer     | Fortuna Colonia   |          |
| C        | Marco Hingerl    | Ulma              |          |
| C        | Patrick Lienhard | Friburgo II       |          |
| D        | Shako Onangolo   | Kickers Offenbach |          |
| D        | Jannis Reuss     | Wormatia Worms    |          |
| D        | Jonas Scholz     | Fortuna Colonia   |          |

## Risultati

### Regionalliga Sudovest

#### Girone di andata
| Arbitro: | Rühl |

|               |           |                               |
| Afamefuna 18’ | Marcatori | 22’, 45’ Eisele 90’ Gösweiner |

| Arbitro: | Brombacher |

|                                                                              |           |  |
| Përdedaj 6’, 17’ Müller 26’ (aut.) Eisele 49’, 54’ Gösweiner 66’, 73’ (rig.) | Marcatori |  |

| Arbitro: | Michel |

|                 |           |  |
| Barini 74’, 79’ | Marcatori |  |

| Arbitro: | Kessel |

|                             |           |  |
| Hummel 90’ Plattenhardt 90’ | Marcatori |  |

| Arbitro: | Satriano |

|  |           |                                          |
|  | Marcatori | 15’, 42’ Plattenhardt 78’ (rig.) Mendler |

| Arbitro: | Hofheinz |

|                 |           |                              |
| Plattenhardt 6’ | Marcatori | 12’, 82’ Siakam 68’ Hillmann |

| Arbitro: | Wacker |

|                                         |           |                    |
| Gösweiner 54’ Eisele 73’ Gerezgiher 83’ | Marcatori | 4’ Durna 40’ Jones |

| Arbitro: | Lämmle |

|                 |           |                            |
| Breitenbach 73’ | Marcatori | 83’ Matuwila 86’ Gösweiner |

| Arbitro: | Waldinger |

|                                                      |           |  |
| Gösweiner 15’ Matuwila 62’ Gerezgiher 64’ Eisele 74’ | Marcatori |  |

| Stoccarda 1º ottobre 2022, ore 14:00 CEST 10ª giornata | Stoccarda II | 0 – 0 referto | Homburg | Gazi-Stadion auf der Waldau (250 spett.)\| Arbitro: \| Schneider \| |
| Arbitro:                                               | Schneider    |               |         |                                                                     |

| Arbitro: | Reuter |

|                |           |                                      |
| Gerezgiher 51’ | Marcatori | 24’ Schmidts 43’ Jann 45’, 57’ Röser |

| Arbitro: | Hofheinz |

|                                 |           |                |
| Eismann 27’ Stock 43’ Gudra 81’ | Marcatori | 67’ Gerezgiher |

| Arbitro: | Prigan |

|  |           |                                 |
|  | Marcatori | 26’, 54’ Burgzorg 67’ Mamutovic |

| Arbitro: | Lämmle |

|  |           |            |
|  | Marcatori | 25’ Eisele |

| Arbitro: | Rühl |

|            |           |          |
| Eisele 77’ | Marcatori | 51’ Roth |

| Arbitro: | Scotece |

|                               |           |                                                      |
| Torres 56’ Grimmer 72’ (rig.) | Marcatori | 16’ Përdedaj 62’, 79’ Eisele 84’ (rig.), 90’ Mendler |

| Homburg 25 febbraio 2023, ore 14:00 CET 17ª giornata | Homburg | 0 – 0 referto | Hoffenheim II | Waldstadion (1 135 spett.)\| Arbitro: \| Reimund \| |
| Arbitro:                                             | Reimund |               |               |                                                     |

#### Girone di ritorno
| Arbitro: | Reitermayer |

|                          |           |  |
| Eisele 23’ Ardestani 61’ | Marcatori |  |

| Arbitro: | Brombacher |

|              |           |             |
| Weißmann 90’ | Marcatori | 68’ Mendler |

| Arbitro: | Heim |

|                                                                     |           |             |
| Eisele 11’ Hummel 27’ Gösweiner 71’ Mendler 77’ (rig.) Hoffmann 90’ | Marcatori | 23’ Jürgens |

| Arbitro: | Erbst |

|                   |           |                                         |
| Kienle 23’ (rig.) | Marcatori | 18’ Ardestani 29’ Hoffmann 57’ Matuwila |

| Arbitro: | Rübe |

|                          |           |                          |
| Eisele 83’ Gösweiner 87’ | Marcatori | 16’ Ferdinand 28’ Wöhrle |

| Arbitro: | Schlegel |

|  |           |           |
|  | Marcatori | 71’ Ristl |

| Arbitro: | Hofheinz |

|                      |           |  |
| Meha 27’ Schmitt 75’ | Marcatori |  |

| Arbitro: | Erbst |

|              |           |           |
| Përdedaj 13’ | Marcatori | 71’ Bozic |

| Arbitro: | Michel |

|          |           |                    |
| Carl 50’ | Marcatori | 54’ (rig.) Mendler |

| Arbitro: | Ulbrich |

|                              |           |  |
| Gerezgiher 65’ Gösweiner 67’ | Marcatori |  |

| Ulma 15 aprile 2023, ore 14:00 CEST 28ª giornata | Ulma      | 0 – 0 referto | Homburg | Donaustadion (4 126 spett.)\| Arbitro: \| Schneider \| |
| Arbitro:                                         | Schneider |               |         |                                                        |

| Arbitro: | Prigan |

|  |           |                             |
|  | Marcatori | 2’, 72’ Bogićević 59’ Stock |

| Arbitro: | Reif |

|                      |           |                           |
| Mizuta 17’ Trapp 55’ | Marcatori | 28’ Stegerer 74’ Hoffmann |

| Arbitro: | Forster |

|                             |           |                     |
| Gerezgiher 80’ Matuwila 90’ | Marcatori | 9’ Lokaj 49’ Mourad |

| Arbitro: | Huthmacher |

|            |           |                                              |
| Debrah 44’ | Marcatori | 4’ Përdedaj 69’ Hummel 78’ Heilig 87’ Hunter |

| Arbitro: | Heim |

|                                           |           |                                  |
| Hummel 65’ Përdedaj 73’, 87’ Hoffmann 90’ | Marcatori | 49’ Fischer 79’ Marx 84’ Ferjani |

| Arbitro: | Wilke |

|                            |           |            |
| Proschwitz 50’ Asllani 58’ | Marcatori | 72’ Hummel |

## Statistiche

### Statistiche di squadra
| Competizione | Punti | In casa | In casa | In casa | In casa | In casa | In casa | In trasferta | In trasferta | In trasferta | In trasferta | In trasferta | In trasferta | Totale | Totale | Totale | Totale | Totale | Totale | DR  |
| Competizione | Punti | G       | V       | N       | P       | Gf      | Gs      | G            | V            | N            | P            | Gf           | Gs           | G      | V      | N      | P      | Gf     | Gs     | DR  |
| ------------ | ----- | ------- | ------- | ------- | ------- | ------- | ------- | ------------ | ------------ | ------------ | ------------ | ------------ | ------------ | ------ | ------ | ------ | ------ | ------ | ------ | --- |
| Regionalliga | 58    | 17      | 8       | 5       | 4       | 37      | 25      | 17           | 8            | 5            | 4            | 28           | 19           | 34     | 16     | 10     | 8      | 65     | 44     | +21 |
| Totale       | 58    | 17      | 8       | 5       | 4       | 37      | 25      | 17           | 8            | 5            | 4            | 28           | 19           | 34     | 16     | 10     | 8      | 65     | 44     | +21 |

### Andamento in campionato
| Giornata  | 1 | 2 | 3 | 4 | 5 | 6 | 7 | 8 | 9 | 10 | 11 | 12 | 13 | 14 | 15 | 16 | 17 | 18 | 19 | 20 | 21 | 22 | 23 | 24 | 25 | 26 | 27 | 28 | 29 | 30 | 31 | 32 | 33 | 34 |
| --------- | - | - | - | - | - | - | - | - | - | -- | -- | -- | -- | -- | -- | -- | -- | -- | -- | -- | -- | -- | -- | -- | -- | -- | -- | -- | -- | -- | -- | -- | -- | -- |
| Luogo     | T | C | T | C | T | C | C | T | C | T  | C  | T  | C  | T  | C  | T  | C  | C  | T  | C  | T  | C  | T  | T  | C  | T  | C  | T  | C  | T  | C  | T  | C  | T  |
| Risultato | V | V | P | V | V | P | V | V | V | N  | P  | P  | P  | V  | N  | V  | N  | V  | N  | V  | V  | N  | V  | P  | N  | N  | V  | N  | P  | N  | N  | V  | V  | P  |
| Posizione | 3 | 1 | 2 | 2 | 2 | 2 | 2 | 2 | 2 | 2  | 2  | 3  | 5  | 4  | 4  | 3  | 5  | 4  | 4  | 4  | 3  | 4  | 2  | 4  | 5  | 5  | 4  | 4  | 5  | 6  | 5  | 4  | 4  | 4  |

Legenda:

Luogo: C = Casa; T = Trasferta. Risultato: V = Vittoria; N = Pareggio; P = Sconfitta.

### Statistiche dei giocatori
| A. Ardestani    | 29 | 2  | 5  | 0 |
| C. Ayers        | 1  | 0  | 0  | 0 |
| F. Eisele       | 29 | 13 | 4  | 0 |
| J. Ercan        | 0  | 0  | 0  | 0 |
| J. Gerezgiher   | 27 | 6  | 2  | 0 |
| M. Gilcher      | 1  | 0  | 0  | 0 |
| T. Gösweiner    | 30 | 9  | 1  | 0 |
| M. Heilig       | 29 | 1  | 6  | 1 |
| L. Hoffmann     | 21 | 1  | 4  | 0 |
| P. Hoffmann     | 31 | 3  | 1  | 0 |
| D. Hummel       | 33 | 5  | 1  | 0 |
| N. Hunter       | 3  | 1  | 0  | 0 |
| N. Jörg         | 0  | 0  | 0  | 0 |
| R. Kazik        | 0  | 0  | 0  | 0 |
| N. Knichel      | 0  | 0  | 0  | 0 |
| E. Marina       | 0  | 0  | 0  | 0 |
| J. Matuwila     | 24 | 4  | 10 | 1 |
| M. Mendler      | 33 | 6  | 6  | 0 |
| F. Përdedaj     | 31 | 7  | 6  | 1 |
| L. Plattenhardt | 29 | 4  | 2  | 1 |
| M. Ristl        | 29 | 1  | 14 | 0 |
| D. Salfeld      | 22 | 0  | 3  | 0 |
| P. Schuck       | 26 | 0  | 5  | 0 |
| T. Stegerer     | 32 | 1  | 2  | 0 |
| T. Steinmetz    | 30 | 0  | 1  | 0 |
| N. Theisinger   | 19 | 0  | 2  | 1 |
| K. Woźniak      | 12 | 0  | 1  | 0 |